# Kaufmannův buk
Jako Kaufmannův buk byl označován strom, který stával před druhou světovou válkou v místě, kde byl v roce 1928 zastřelen obchodník Josef Kaufman. Toto označení bylo přeneseno na název křižovatky lesních cest na silničce mezi Novou Hutí a Horní Světlou, v Lužických horách, v okrese Česká Lípa v Libereckém kraji, na severu České republiky.

## Historie
Buk byl nazván podle kupce Josefa Kaufmanna z Horní Světlé, který tudy jezdil dvakrát týdně ve 20. letech 20. století do Dolního Podluží prodávat potraviny a lesní plody. Dne 11. září 1928 byl poblíž rozcestí při návratu zákeřně zastřelen a oloupen, jeho koně sami dojeli s povozem i se zastřeleným kupcem domů. Tato vražda nikdy nebyla objasněna a její pachatel nikdy nebyl vypátrán.
Na kmenu buku byl připevněn malý obrázek, připomínající vraždu. Zanikl ale po roce 1945 a později byl poražen i buk. Dne 24. září 2006 byla na jiném buku poblíž místa vraždy odhalena nová pamětní deska zhotovená Andreasem Prescherem z Grossschönau.